# (6021) 1991 TM
(6021) 1991 TM (1991 TM, 1957 SK, 1983 ND1, 1986 EF4) — астероїд головного поясу. Відкритий 1 жовтня 1991 року Робертом Макнотом.
Тіссеранів параметр щодо Юпітера — 3,496.